# Le Sacret
Le Sacret est un court roman de Marc Graciano publié en 2018 aux éditions Corti.

## Résumé
L'unique phrase d'environ 12 000 mots décrit la découverte d'un sacret (mâle de sacre, espèce d'autour, en fauconnerie), sa capture et son traitement par un jeune garçon, sa convalescence, son entraînement par un autoursier, sa première chasse (levreau, lièvre, renard, canard, héron), et son lâcher...

## Réception
Les recensions francophones sont excellentes,

## Éditions
- Le Sacret, éditions José Corti, 90 pages  (ISBN 978-2-71-43-1206-8).